# Sister Hazel
Sister Hazel es un grupo de música rock de Gainesville, Florida, cuyo estilo mezcla elementos del rock alternativo, del folk y del rock sureño. Cabe resaltar que el grupo sigue con la misma formación después de más de 20 años de historia.

## Historia
Sister Hazel comenzó tocando en bares en los alrededores de Gainesville. En 1994, tras tocar en Humblefest su carrera despegó. Ese mismo año lanzarían su primer disco con una discográfica independiente, pero no sería hasta el relanzamiento de su segundo álbum ...Somewhere More Familiar con la discográfica Universal cuando alcanzarían su mayor éxito con el tema "All For You". A este éxito le seguirían en los siguientes años otros como "Change Your Mind" o "Champange High".

## Discografía

### Discos
- Sister Hazel (1994)
- ...Somewhere More Familiar (1997)
- Fortress (2000)
- Chasing Daylight (2003)
- Lift (2004)
- Absolutely (2006)
- [Live Live (Sister Hazel)LIve Album
- [Before  The Amplifiers (Sister Hazel)
- [Release (Sister Hazel) (2009)
- [Bam Vol. 1 (Sister Hazel)

### Sencillos
| Año  | Canción                               | US Hot 100 | US Modern Rock | US Mainstream Rock | US Adult 40 | US AC 40 | Disco                      |
| ---- | ------------------------------------- | ---------- | -------------- | ------------------ | ----------- | -------- | -------------------------- |
| 1997 | "All For You"                         | 11         | 39             | -                  | 1           | 16       | ...Somewhere More Familiar |
| 1997 | "Concede"                             | -          | -              | -                  | -           | -        | ...Somewhere More Familiar |
| 1998 | "Happy"                               | -          | 37             | 31                 | 27          | -        | ...Somewhere More Familiar |
| 2000 | "Change Your Mind"                    | 59         | -              | -                  | 5           | -        | Fortress                   |
| 2001 | "Champagne High"                      | -          | -              | -                  | 22          | -        | Fortress                   |
| 2001 | "Beautiful Thing"                     | -          | -              | -                  | -           | -        | Fortress                   |
| 2002 | "Your Mistake"                        | -          | -              | -                  | 27          | -        | Chasing Daylight           |
| 2003 | "Life Got In the Way"                 | -          | -              | -                  | 36          | -        | Chasing Daylight           |
| 2004 | "Just What I Needed"                  | -          | -              | -                  | -           | -        | Lift                       |
| 2004 | "World Inside My Head"                | -          | -              | -                  | -           | -        | Lift                       |
| 2006 | "Mandolin Moon" (feat. Shawn Mullins) | -          | -              | -                  | 26          | -        | Absolutely                 |

- Datos: Q1968924
- Multimedia: Sister Hazel / Q1968924